# 山南市
山南市（さんなんし）は、中華人民共和国チベット自治区に位置する地級市のひとつ。公用語の正式呼称はチベット語名ロカ市 (ལྷོ་ཁ་གྲོང་ཁྱེར　ワイリー転写lho kha krong khyer) 、中国語名シャンナンシ（山南市 shān nán shì）。「山南」はチベット名の「ロカ」を意訳した名称。日本語では、チベット名に由来するロカ市、ホカ市、中国名に由来する山南市（さんなん-し）などの呼称が用いられている。
自治区の中央部に位置し、チベットの伝統的な地理区分では、この地区の北部に隣接するラサ市を構成する諸ゾン（県）とともにウー地方を構成し、その住人を「ウーパ (dbus pa) 」と称する。
元来は山南地区（ལྷོ་ཁ་ས་ཁུལ།　ワイリー転写lho kha sa kul）。2016年1月7日、山南地区が廃止され、山南市に設置された。

## 地理
青蔵高原東南部、ヤルンツァンポ河中下流に位置し、西はシガツェ市、北はラサ市、東北はニンティ市と接し、南はインド、ブータンと国境を接する。本地区のツォナ・ゾン（錯那県)、ルンツェ・ゾン（隆子県）の南部は、ニンティ市のメトク・ゾン（墨脱県）、ザユル・ゾン（察隅県）とともにインドとの国境紛争地域となっており、名目上これらの諸ゾンの南部とされる領域で、インドが実効支配するマクマホン・ライン以南の部分に対し、インド政府はアルナーチャル・プラデーシュ州を設けている。
海抜3,700メートル、気候は温和。

## 歴史
吐蕃王家がチベット統一に着手しはじめた6世紀後半から7世紀にかけて本拠地をおいた地域で、その拠点ユムブラカン宮殿が史跡としてある（現存の建物は文化大革命による破壊後に再建された複製）。

## 行政区画
1市轄区・1県級市・10県を管轄する。
- 市轄区：
  - ネドン区（sne gdong chus, 乃東区）
- 県級市：
  - ツォナ市（mtsho sna grong khyer, 錯那市）
- 県：
  - ナンカルツェ県（sna dkar rtse rdzong, 浪卡子県）
  - ゴンカル県（gong dkar rdzong, 貢嘎県）
  - ダナン県（gra nang rdzong, 扎嚢県）
  - チョンギェ県（'phyongs rgyas rdzong, 瓊結県）
  - ツォメ県（mtsho smad rdzong, 措美県）
  - ロダク県（lho brag rdzong, 洛扎県）
  - サンリ県（zangs ri rdzong, 桑日県）
  - チュスム県（chu gsum rdzong, 曲松県）
  - ルンツェ県（lhun rtse rdzong, 隆子県）
  - ギャツァ県（rgya tsha rdzong, 加査県）

| 山南市の地図 |
| --- |
| ネドン区 ダナン県 ゴンカル県 サンリ県 チョン · ギェ県 チュス · ム県 ツォメ県 ロダク県 ギャツァ県 ルンツェ県 ツォナ市 ナンカルツェ県 |

### 年表
この節の出典

#### ロカチキャプ
- 1951年5月23日 - 中華人民共和国チベット地方ロカチキャプ（ロカ地方総督職）が成立。15ゾン（「城塞」、県に相当）7シカ（「荘園」、郷に相当）発足
  - ゾン：ネドン、サンリ、ウェン、ウォカ、ルンツェ、ラギャリ、ツォナ、ドワ、ションゲ、チョンギェー、ダナン、サムイェー、ゴンカル、ギャツァ、ナン
  - シカ：チグ、ダマ、ラカン、チャキ、ドイ、ラスイ、グラムナムギェ

- 1952年、17ゾン、13シカに再編
  - 2つのゾン(ギャツァ、ナン）、2つのシカ（ラスイ、グラムナムギェ）がタクコンチキャプに編入。
  - ネドン・ゾンの一部から1つのゾン（ヤドイ）と1つのシカ（ポジャン）が分立。
  - ドワ・ゾンの一部から1つのゾン（ナンカルツェ）と1つのシカ（リン）が分立。
  - サンリ・ゾンの一部からツェタンゾンが分立。
  - ゴンカル・ゾンの一部から1つのゾン（ペデ）、1つのシカ（ジェデショ）が分立。
  - ルンツェ・ゾンの一部から2つのシカ（ギョラ、チャユル）が分立。
  - ツォナ・ゾンの一部からモンタワンシカが分立。
  - ラギャリ・ゾンの一部から2つのシカ（シャロ、シャジャン）が分立。

#### 山南弁事処
- 1955年3月9日 - ロカチキャプが山南弁事処に改称。(13ゾン12シカ)
  - ウーチキャプから4つのシカ（ザ、ルンバ、チェンゴ、ナムジェゴン）を編入。
  - 2つのゾン（ナンカルツェ、ペデ）と1つのシカ（リン）をギャンツェ弁事所に編入。
  - 1つのゾン（ヤドイ）と1つのシカ（ポジャン）をネドンゾンに編入。
  - ツェタンゾンがツェタンシカに移行。
  - モンタワンシカをツォナゾンに編入。
  - 2つのシカ（シャロ、シャジャン）をラギャリゾンに編入。
  - ナムジェゴンシカをジェデショシカに編入。
- 1957年 - チョンギェーゾンに県制を施行、チョンギェー（窮結）県となる。(1県12ゾン12シカ)
- 1959年4月12日 (3県8ゾン11シカ)
  - ネドンゾン、ツェタンシカが合併、ネドン（乃東）県が発足。
  - 3つのゾン（ウェン、サンリ、ウォカ）が合併し、サンリ（桑日）県が発足。
- 1959年5月5日 (5県6ゾン11シカ)
  - ラギャリゾンに県制を施行、ラギャリ（拉加里）県となる。
  - ツォナゾンに県制を施行、ツォナ（錯那）県となる。
- 1959年5月 (9県2ゾン1シカ)
  - 1つのゾン（ルンツェ）と2つのシカ（ギョラ、チャユル）が合併、ルンツェ（隆子）県が発足。
  - 2つのシカ（チグ、ダマ）が合併、チグ（哲古）県が発足。
  - 1つのゾン（ゴンカル）と5つのシカ（ドイ、ザ、ルンバ、チェンゴ、ジェデショ）が合併、ゴンカル（貢噶）県が発足。
  - 2つのゾン（ダナン、サムイェー）と1つのシカ（チャキ）が合併、ダナン（扎嚢）県が発足。

#### チベット地方山南専区
- 1960年1月7日 - 山南弁事処の9つの県（ネドン、ルンツェ、ラギャリ、ツォナ、チョンギェー、サンリ、チグ、ダナン、ゴンカル）と2つのゾン（ドワ、ションゲ）、1つのシカ（ラカン）、さらにタクコン弁事処から2つの県（ナン、ギャツァ）を編入して山南専区(11県2ゾン1シカ)が成立。
- 1960年4月 - 2つのゾン（ドワ、ションゲ）と1つのシカ（ラカン）が合併、ロダク（洛扎）県が発足。(ゾン、シカは消滅して12県に)
- 1964年10月31日 (13県)
  - ギャンツェ専区から2つの県（ナンカルツェ：浪卡子、ダルン：打隆）を編入。
  - ダルン県をナンカルツェ県に編入。

#### チベット自治区山南地区
- 1965年8月23日 - チベット自治区の成立により、チベット自治区・山南専区となる。
- 1965年11月3日 (13県)
  - ラギャリ県をチュスム（曲松）県に改称。
  - チグ県をツォメ（措美）県に改称。
- 1970年11月20日 - 山南専区を山南地区に改称。(13県)
- 1974年2月18日 (13県)
  - ゴンカル（貢噶）県をゴンカル（貢嘎）県に改称。
- 1983年10月8日 (11県)
  - ナンカルツェ（浪卡子）県をギャンツェ地区へ編入。
  - ナン県をニンティ地区へ編入。
- 1986年4月7日 - チョンギェー（窮結）県をチョンギェー（瓊結）県に改称。(11県)
- 1986年9月12日 - ギャンツェ地区からナンカルツェ県を再編入。(12県)

#### 山南市
- 2016年1月7日 - 山南地区が地級市の山南市に昇格。(1区11県)[1][2]
  - ネドン県が区制施行し、ネドン区となる。
- 2023年4月3日 - ツォナ県が市制施行し、ツォナ市となる。(1区1市10県)

## 交通

### 航空
- ラサ・クンガ空港

### 鉄道
- 中国国家鉄路集団
  - ラサ・ニンティ鉄道

### 道路
- 高速道路
  -  雅葉高速道路（中国語版）
  -  曲乃高速道路（中国語版）

## 外部サイト
- 山南地区人民政府